# Gaius Vettius Gratus Sabinianus
Gaius Vettius Gratus Sabinianus war ein im 3. Jahrhundert n. Chr. lebender römischer Politiker.
Durch Militärdiplome, die unter anderem auf den 7. Januar und den 29. November 221 datiert sind, ist belegt, dass Gratus Sabinianus 221 zusammen mit Marcus Flavius Vitellius Seleucus ordentlicher Konsul war.